# Wunderland (Romanheft)
Wunderland war eine Heftreihe des Österreichischen Buchklubs der Jugend, erschienen im St. Gabriel Verlag. Im Format der populären Heftromane gehalten, gehört diese Ausgabe zur sogenannten guten Jugendliteratur. Diese Hefte wurden, vor allem in Österreich und der Schweiz, von verschiedenen Organisationen herausgegeben, um ein Gegenstück zu den normalen „Schundheften“ zu bilden.

## Die Reihe
Ähnlich wie Die goldene Leiter war auch diese Reihe angelegt. Hier arbeitete jedoch ein anderer Verlag mit dem Buchclub zusammen. Die Empfehlung des Verlages war Lesegut für das erste Lesesalter.

## Hefte
| #  | Autor                  | Titel                                      | Jahr |
| -- | ---------------------- | ------------------------------------------ | ---- |
| 01 | Brüder Grimm           | Von Königen und Königskindern              | 1954 |
| 02 | Brüder Grimm           | Von verzauberten Prinzen und Prinzessinnen | 1954 |
| 03 | Hugo Eichhof           | Tin, der Ausreißer                         | 1954 |
| 04 | Christoph von Schmid   | Heinrich von Eichenfels                    | 1954 |
| 05 | Brüder Grimm           | Von Hexen und Nixen                        | 1954 |
| 06 | Hugo Kocher            | Alfons setzt sich durch                    | 1954 |
| 07 | Gertrud von Stotzingen | Die Kinder von Arrida                      | 1954 |
| 08 | -                      | … von Zauber und Geheimnis                 | 1954 |